# Orthocentrus lineatus
Orthocentrus lineatus är en stekelart som beskrevs av Carl Gustav Alexander Brischke 1871. Orthocentrus lineatus ingår i släktet Orthocentrus och familjen brokparasitsteklar. Inga underarter finns listade i Catalogue of Life.